# اوگنیای گلابی‌شکل
اوگنیای گلابی‌شکل (نام علمی: Eugenia pyriformis) نام یک گونه از سرده اوجن است.